# Katrin Ebner-Steiner

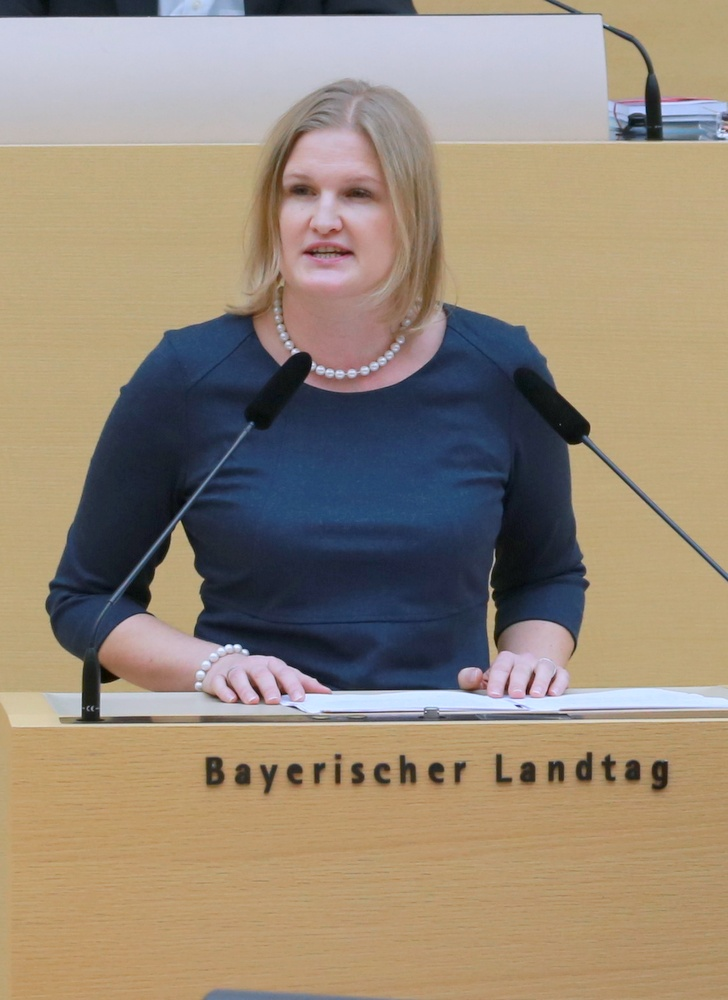
Katrin Ebner-Steiner (2018)

Katrin Ebner-Steiner (* 26. August 1978 in Deggendorf) ist eine deutsche Politikerin (AfD). Seit November 2018 ist sie Mitglied des Bayerischen Landtags und seit 2023 Fraktionsvorsitzende der AfD-Fraktion im Bayerischen Landtag. Sie ist in dieser Eigenschaft auch Oppositionsführerin im Landtag.

## Leben
Katrin Steiner besuchte die Aloys-Fischer-Schule in Deggendorf und verließ diese mit dem Fachabitur Wirtschaft. Es folgten eine Ausbildung zur Einzelhandelskauffrau und die Weiterbildung zur Bilanzbuchhalterin (IHK). Später studierte sie Betriebswirtschaftslehre an der Technischen Hochschule Deggendorf mit einem Stipendium der Stiftung Begabtenförderung berufliche Bildung. Sie arbeitete danach als selbständige Unternehmerin und zuletzt als Bilanzbuchhalterin in der Rechtsanwaltskanzlei ihres Mannes Christian Ebner.
Ebner-Steiner ist in zweiter Ehe verheiratet und Mutter von vier Kindern (zwei aus erster und zwei aus zweiter Ehe).
Sie ist römisch-katholischer Konfession.

## Politik
Ebner-Steiner war erste stellvertretende Vorsitzende der bayerischen AfD. Derzeit ist sie Bezirksvorsitzende der AfD Niederbayern. Bei der Bundestagswahl 2017 hatte sie mit 19,2 Prozent das beste Ergebnis einer AfD-Direktkandidatin in Westdeutschland. Bei der bayerischen Landtagswahl 2018 kandidierte sie als Stimmkreisabgeordnete im Stimmkreis Deggendorf und als Spitzenkandidatin der AfD in Niederbayern. Am 19. Oktober 2018 wurde sie zusammen mit Markus Plenk zu einer von zwei gleichberechtigten Fraktionsvorsitzenden ihrer Landtagsfraktion gewählt. Diese Position behielt sie bis zu ihrer Abwahl am 30. September 2021. Des Weiteren ist Ebner-Steiner Mitglied des Ausschusses für Staatshaushalt und Finanzfragen und Mitglied der Kinderkommission des Bayerischen Landtags. Zur bayerischen Landtagswahl am 8. Oktober 2023 trat sie als Spitzenkandidatin der AfD Bayern gemeinsam mit dem Landtagsabgeordneten Martin Böhm an. Sie zog erneut in den Landtag ein. Am 18. Oktober 2023 wurde sie erneut zur Vorsitzenden der AfD-Fraktion gewählt.

## Positionen/Kontroversen
Ebner-Steiner wird dem national orientierten, in den Medien und von Politikwissenschaftlern als völkisch kritisierten Flügel in der AfD zugerechnet. Auch in der eigenen Partei ist sie umstritten.
Kritik löste Ebner-Steiner 2018 mit ihrer Rede im Landtag zur Regierungserklärung von Ministerpräsident Söder aus. Ebner-Steiners Rede und ihren Vorwurf, Bayern werde in eine „multiethnische Besiedlungszone“ umgewandelt, bezeichnete der FDP-Fraktionschef Martin Hagen als „krude Melange rechter Verschwörungstheorien“, wie sie der Bayerische Landtag noch nie erlebt habe.
Im Mai 2019 sprach die Stadtverwaltung München im Rahmen einer geplanten Veranstaltung der Jungen Alternative ein Hausverbot gegen Ebner-Steiner und andere AfD-Redner aus. Dieses wurde allerdings vom Verwaltungsgericht München aufgehoben. Bereits 2018 war Ebner-Steiner in einer Münchner Gaststätte mit einem Hausverbot konfrontiert worden.
Ebner-Steiner stand seit Anfang 2019 wegen ihres völkisch-nationalen Kurses parteiintern in der Kritik. Mehrere AfD-Landtagsabgeordnete hatten sich 2019 per E-Mail über eine mögliche Neuwahl des Fraktionsvorstandes ausgetauscht. Diese E-Mails wurden abgefangen und Ebner-Steiner zur Verfügung gestellt; die veröffentlichte sie in einer internen AfD-Facebook-Gruppe. Mehrere Abgeordnete erstatteten daraufhin zwei Anzeigen: eine gegen Unbekannt wegen des befürchteten Ausspähens ihrer privaten E-Mails und eine weitere gegen Ebner-Steiner, weil sie selbst die Mails daraufhin öffentlich gemacht haben soll.
Die Staatsanwaltschaft sah jedoch von der Einleitung eines Ermittlungsverfahrens ab.
Ende Februar 2020 riet Ebner-Steiner dem bayerischen Ministerpräsidenten Markus Söder „und seinen Lakaien“ zu einer „Selbstanzeige“, da Söder gesagt hatte, Franz Josef Strauß hätte die AfD „bis aufs Blut bekämpft, und das tun wir auch“. Ebner-Steiner kommentierte dies mit der Bemerkung, dass man nun wisse, wer die politische Verantwortung trage, sollte „wer von unseren Parteifreunden zu Schaden kommen“. Außerdem kritisierte sie die Klimapolitik der Bundesregierung und mutmaßte mit Anspielung auf die CO2-Debatte, dass bald auch das Bier in Bayern bedroht sei und der „Schaum auf dem Bier“ verboten werde, da auch in Getränken Kohlensäureperlen aufstiegen. „Was gut fürs Bier ist, kann nur gut für Bayern sein“, sagte sie.
Ein im Internet veröffentlichtes Foto, auf dem Ebner-Steiner zu sehen war, wie sie Ende Mai 2020 in ihrer Heimatstadt Deggendorf lächelnd neben einem Mann steht, der einen deutlich sichtbaren „Judenstern“ mit der Aufschrift „Ich bin ein Impfgegner“ auf seinem T-Shirt trägt, sorgte für starke Kritik. Ihr wurde eine Relativierung des Holocaust vorgeworfen, da der Mann die Situation von Impfgegnern mit der Verfolgung und Ermordung von Juden im Nationalsozialismus verglichen und damit die Opfer des Holocaust verächtlich gemacht habe. Ebner-Steiner selbst erklärte, sie habe das Foto „sehr schnell wieder gelöscht“, um „Irritationen zu vermeiden“. Es sei im Rahmen eines „Protests mündiger Bürger gegen die Corona-Maßnahmen der Staatsregierung“ entstanden; was „als Form des Protests von mündigen Bürgern als Kleidung getragen“ werde, habe sie „im Einzelnen nicht zu bewerten“.
Mitte September 2020 machte Ebner-Steiner mit sieben Landtagskollegen erneut von sich reden. So setzte sie mit einer damaligen 8-köpfigen Minderheit in der bayerischen Landtagsfraktion gegen den Widerstand anderer Abgeordneter einige Punkte von der Tagesordnung ab. Des Weiteren kam es im Laufe der Klausurtagung zu keinem Kompromiss mit der Mehrheit der übrigen 12 Landtagsabgeordneten der Fraktion, wodurch die Fraktion ihre Herbstklausurtagung vorzeitig beendet hat.
Am 13. Oktober 2020 fiel Ebner-Steiner in einer Fraktionssitzung dadurch auf, dass sie bei einer hitzigen Diskussion mit ihrem Fraktionskollegen Ulrich Singer eine Plexiglasscheibe zerstörte. Singer wurde dabei an der Hand leicht verletzt. Er entschuldigte Ebner-Steiners Verhalten jedoch später und sprach von einem Versehen. Er wolle ihr „keinen bösen Willen unterstellen“.
Nach der Landtagswahl 2023 in Bayern schrieb Johann Osel in der Süddeutschen Zeitung über Ebner-Steiner: „Maximal aggressive Rhetorik gegen Zuwanderung und den Islam; und gegen alles, was irgendwie progressiv ist oder sein könnte“ und zitierte Äußerungen von Ebner-Steiner: All die „Asylforderer“ kämen nur „zum Kassieren“ ins Land, den ausreisepflichtigen „Minusleistern“ rief sie zu: „Geht heim!“ Wenn die AfD an der Macht sei, würden die „verantwortlichen Mittäter“ in den Regierungen „vollständig zur Verantwortung“ gezogen, zum Beispiel für „Massenvergewaltigungen“ durch Migranten.
Mitte Mai 2024 wurden aufgrund von Korruptionsermittlungen gegen Petr Bystron Unterlagen Bystrons in Ebner-Steiners Wahlkreisbüro in Deggendorf beschlagnahmt, die dort gelagert wurden. In dem Verfahren ist Ebner-Steiner keine Beschuldigte.
Auf der AfD-Winterklausur Anfang 2025 forderte Ebner-Steiner die Abschiebung aller Kriegsflüchtlinge aus der Ukraine. Ihre Partei sieht sie als Teil einer weltweiten rechten Revolutionsbewegung von Donald Trump in den USA bis zu Herbert Kickl in Österreich. Andere Parteien bezeichnete sie als „Beutegemeinschaft“.
Im Februar 2025 verkleidete sich Ebner-Steiner zusammen mit Florian Köhler anlässlich der Übertragung der Fastnacht in Franken im Bayerischen Rundfunk als „Abschiebepilotin“.